# Ilex subficoidea
Ilex subficoidea är en järneksväxtart som beskrevs av Shiu Ying Hu. Ilex subficoidea ingår i släktet järnekar, och familjen järneksväxter. Inga underarter finns listade i Catalogue of Life.